# Кропивня (притока Церему)
Кропи́вня — річка в Україні, у Звягельському районі Житомирської області, права притока Церему (басейн Прип'яті).

## Опис
Довжина 17 км, похил річки 1,2 м/км, площа басейну 62,6 км². Формується з багатьох безіменних струмків. Річку перетинає 1 газопровід.

## Розташування
Бере початок на північній околиці села Орепи. Спочатку тече в північному напрямку в межах сіл Майстрів та Маковичі. У селі Наталівка змінює напрямок і тече на північний захід. На південно-східній околиці села Морозівка впадає в річку Церем, ліву притоку Случі.

## Риби Кропивні
У річці водяться щука звичайна, карась звичайний, окунь, пічкур та плітка звичайна.